# Duparquetia orchidacea
Duparquetia orchidacea Baill., 1866 è una pianta rampicante della famiglia delle Fabacee. È l'unica specie nota del genere Duparquetia e della sottofamiglia Duparquetioideae.

## Etimologia
Il nome del genere è un omaggio a Charles Duparquet (1830-1888), missionario e botanico francese..

## Descrizione
Si tratta di una pianta rampicante, priva di spine, il cui fiore è caratterizzato da quattro sepali e cinque petali, sul margine dei quali sono presenti strutture ghiandolari, e quattro stami con le antere fuse a formare una struttura a forma di scudo, che ricopre il singolo carpello, situato al centro del fiore.

## Distribuzione e habitat
La specie è distribuita nelle foreste tropicali umide dell'Africa occidentale e centrale (Angola, Camerun, Costa d'Avorio, Gabon, Ghana, Liberia, Nigeria, Zaire).